# Nícies de Cos (gramàtic)
Nícies de Cos (grec antic: Νικίας, llatí: Curtius Nicias) fou un gramàtic grec que va viure a Roma en temps de Ciceró, de qui era amic íntim, el segle i aC, especialment entre els anys 50 aC i 45 aC.
Suetoni l'anomena Curci Nícies, i diu, en un passatge que ha arribat corrupte, que va escriure un tractat sobre els escrits de Gai Lucili. Fou membre del partit de Gneu Pompeu, però en implicar a la dona d'aquest amb un afer amb Memmi, ella el va trair i Pompeu li fou hostil. D'allò que diu Ciceró sembla que era amable, però dèbil i efeminat. Els seus escrits no van gaudir de gran reputació i Ciceró mateix no el considera prou autoritzat sobre una qüestió gramatical.